# Шулаи (Кировская область)
 Шулаи  — деревня в Афанасьевском районе Кировской области в составе Гординского сельского поселения.

## География
Расположена на расстоянии примерно 5 км на северо-запад по прямой от центра поселения села  Гордино на правобережье реки Кама.

## История
Известна с 1873 года как починок Червонный, дворов 20 и жителей 116 (состояла из Шулаевой и Гарсынян), в 1926 деревня Шулаевская, 26 и 121, в 1950 37 хозяйств и 123 жителя, в 1989 80 жителей. Настоящее название утвердилось с 1978 года.  

## Население
Постоянное население составляло 92 человека (русские 100%) в 2002 году, 82 в 2010.